# Marsi Gizi
Schück Hermanné Marsi Gizi, névváltozat: S. Marsi Gizi (?, 1900. november 10. – Kolozsvár, 1971. június 20.) színésznő.

## Életútja
Az Országos Színészegyesület színiiskolájában szerezte diplomáját. Pályafutását 1920-ban kezdte Debrecenben, Heltai Jenő társulatánál, majd Szatmárnémetiben játszott. Az 1923–24-es évadban Kolozsvárott működött Janovics Jenőnél, az 1927–28-as évadban nyolcvan alkalommal lépett fel főszereplőként. 1928-tól a nagyváradi színháznál szerepelt 1934-ig.

## Fontosabb szerepei
- Tóth Mari (Mikszáth Kálmán: A Noszty fiú esete Tóth Marival)
- Júlia (Shakespeare: Rómeó és Júlia)
- Paul M. Potter: Trilby (címszerep)
- Fényes Samu: Csöppség (címszerep)
- Barry Conners: Fruska (címszerep)
- Földes Imre: Terike (címszerep)